# Xcas

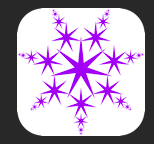
Ikon

Xcas är ett öppen källkod datorprogram för användning i matematik. Xcas är i grunden ett användargränssnitt för grannar, vilket är ett grundläggande datoralgebrasystem (CAS). Xcas är skrivet i programmeringsspråket C++. Xcas fungerar utan Internetuppkoppling.

## OS
Programmet fungerar med operativsystemen:

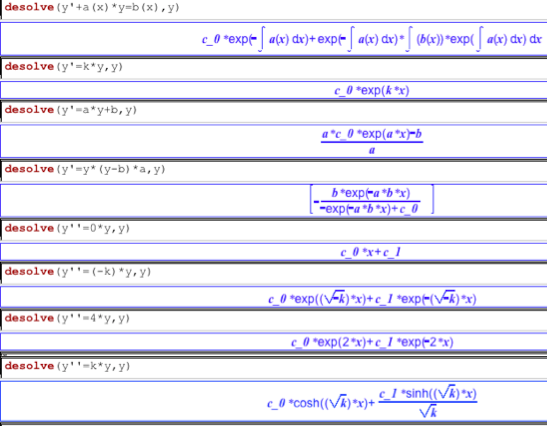
Xcas kan lösa differentialekvationer.

- Microsoft Windows[4]
- Apple Mac OS[4]
- Linux / Unix[4]
- FreeBSD[5]
- Android[6]
- uppkopplad[7]

## Features (utdrag)
Xcas kan bland annat:
- Rita grafer
- Lösa ekvationer även med komplexa lösningar: solve(ax+b=c,x)
- Differentialkalkyl: diff(funktion,x)
- Integralkalkyl: int(funktion,x)
- Lösa differentialekvationer (se illustration): desolve(y'=k*y,y)
- Variabelseparation: split((x+1)*(y-2),[x,y]) = [x+1,y-2]

http://www-fourier.ujf-grenoble.fr/~parisse/giac/cascmd_en.pdf

## Historia
Xcas och Giac är open source-projekt som utvecklats av en grupp ledd av Bernard Parisse vid Joseph Fourier University i Grenoble (Isère), Frankrike sedan 2000. Xcas och Giac bygger på erfarenheter från Parisses tidigare projekt Erable.

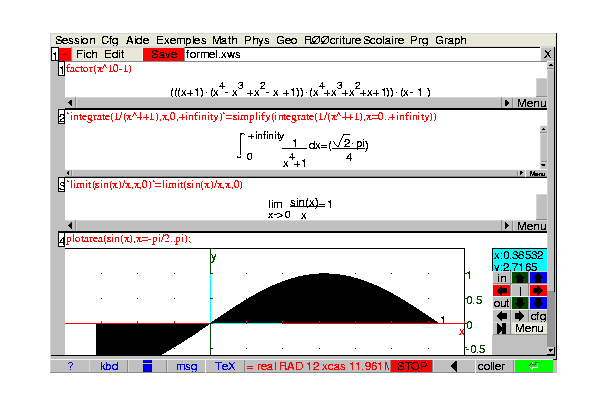
Xcas